# Formicivora melanogaster
A Formicivora melanogaster a madarak osztályának verébalakúak (Passeriformes) rendjébe és a hangyászmadárfélék (Thamnophilidae) családjába tartozó faj.

## Rendszerezése
A fajt August von Pelzeln osztrák ornitológus írta le 1868-ban.

## Alfajai
- Formicivora melanogaster bahiae Hellmayr, 1909
- Formicivora melanogaster melanogaster Pelzeln, 1868[2]

## Előfordulása
Dél-Amerika középső és keleti részén, Bolívia, Brazília és Paraguay területén honos. Természetes élőhelyei a szubtrópusi vagy trópusi lombhullató erdők, valamint száraz szavannák és cserjések.

## Megjelenése
Testhossza 13 centiméter.
|  |

## Életmódja
Rovarokkal és pókokkal táplálkozik.

## Természetvédelmi helyzete
Az elterjedési területe rendkívül nagy, egyedszáma ugyan csökken, de még nem éri el a kritikus szintet. A Természetvédelmi Világszövetség Vörös listáján nem fenyegetett fajként szerepel.